# Paradise Lost (Paradise-Lost-Album)
Paradise Lost ist das zehnte Studioalbum der englischen Band Paradise Lost. Es erschien im März 2005.

## Entstehung und Stil
Das Album wurde wie der Vorgänger erneut von Rhys Fulber produziert, und zwar in Lincolnshire und Los Angeles. Zwar ähnelt die Produktion Symbol of Life, doch setzte die Band zunehmend auf druckvolle Gitarrenriffs. Weiblicher Gesang wurde von Leah Randi (Chorgesang bei Forever After) sowie Heather Thompson (Tapping the Vein) bei Forever After und Over the Madness eingesungen.

## Rezeption
Michael Edele von Laut.de bewertete Paradise Lost mit vier von fünf Sternen. Er schrieb, das Album stehe für ihn auf einer Stufe mit One Second, und die Richtung stimme. Im Rock Hard schrieb Uwe „Buffo“ Schnädelbach, wegen Fulbers Produktion gehe das Album „locker als „Symbol of Life II“ durch“. Zwar sei kein „Gassenhauer“ unter den Songs, aber auch dank Nick Holmes’ Gesang mache der Band „in puncto tanzbare Schwermut“ „so schnell keiner was vor“. Die Wertung war acht von zehn Punkten.

## Titelliste
1. Don't Belong – 4:19
2. Close Your Eyes – 4:22
3. Grey – 3:28
4. Redshift – 3:31
5. Forever After – 3:47
6. Sun Fading – 3:29
7. Laws of Cause – 4:09
8. All You Leave Behind – 3:01
9. Accept the Pain – 3:20
10. Shine – 4:08
11. Spirit – 4:20
12. Over the Madness – 5:17

Bonus-Titel
- Don't Belong (String Dub Mix) – 3:49
- Over the Madness (String Dub Mix) – 5:12
- Let Me Drown – 3:10
- A Side You'll Never Know – 4:09